# Botanophila flavisquama
Botanophila flavisquama är en tvåvingeart som först beskrevs av Stein 1906.  Botanophila flavisquama ingår i släktet Botanophila och familjen blomsterflugor. Inga underarter finns listade i Catalogue of Life.